# Nexus S
Nexus S（ネクサス エス）は、サムスン電子とGoogleによって共同開発された、第3世代移動通信システム対応のAndroidスマートフォンである。Nexusシリーズでは2機種目にあたり「Nexus One」(HTC製)の後継にあたる。米国で2010年12月16日に発売された。

## 概要
2010年11月15日にウェブ2.0サミットにおいてGoogleの最高経営責任者エリック・シュミットによってデモが行われ、2010年12月6日にブログで公式に本機を発表した。 米国では12月16日、イギリスでは12月22日に発売された。また、米国大手携帯通信事業者のT-MobileのMVNOとして展開しているNTTドコモの米国法人であるNTTドコモUSAでも、2011年9月より取り扱いを開始している。
オペレーティングシステムはAndroid 2.3.6を搭載し、2012年3月に4.0.4へアップデートが提供された。Nexus S 4G（SPH-D720）は、GSMモデルよりも数週間遅れてアップデートされた。2012年6月27日にはAndroid 4.1へ、2012年10月には最終アップデート4.1.2配布をもってサポート終了した。現在はCyanogenMod 11などの非公式ROMにて、Android 4.4まで入れる事が可能。

## 特徴
Android 2.3（Gingerbread）を世界で初めて搭載、同OSよりサポートされたNFCチップを内蔵している。基本的なスペックはGALAXY Sとほぼ同じであるが外部メモリ非対応である(本機種以降Nexusシリーズは外部メモリ非対応となる)。
OSアップデートは4.1.2を以て終了している（一部4.1.1で終了されたモデルもあり）。

## モデル[3]
| 品番                  | 対応ネットワーク・搭載ディスプレイ          |
| --------------------- | ------------------------------------------- |
| GT-I9020 or GT-I9020T | 900 / 1700 / 2100 MHz UMTS, Super AMOLED    |
| GT-I9020A             | 850 / 1900 / 2100 MHz UMTS, Super AMOLED    |
| GT-I9023              | 900 / 1700 / 2100 MHz UMTS, Super Clear LCD |
| SPH-D720              | CDMA2000, 4G WiMAX, Super AMOLED            |
| SHW-M200              | 900 / 1700 / 2100 MHz UMTS, Super AMOLED    |

なお本体に技適マーク及び認証番号はないがGT-I9020のみ総務省の技術基準適合証明/工事設計認証を受けている。